# Tissa (fiume)
La Tissa (in russo Тисса?; in lingua buriata: Тиссэ) è un fiume della Russia siberiana orientale, affluente di sinistra dell'Oka. Scorre nell'Okinskij rajon della Buriazia.
Nasce dal lago Tissin-Ėchin-Nur, ai piedi meridionali del Pik Topografov (3 044 m), nella catena dei monti Saiani Orientali; scorre con direzione nord-orientale. Sfocia nella Oka a 501 km dalla foce. Il fiume ha una lunghezza di 117 km e il suo bacino è di 3 020 km².